# City Morgue
City Morgue est un groupe de hip-hop américain de New York. 
Ses membres sont ZillaKami, SosMula et Thraxx en tant que producteur. Leur première mixtape, Hell Or High Water, est sortie le 12 octobre 2018.

## Histoire
Avant la création de City Morgue en 2017, Junius Rogers, connu professionnellement sous le nom de ZillaKami, a beaucoup travaillé avec 6ix9ine sur la scène hip-hop underground de New York et a écrit de nombreuses chansons des débuts de 6ix9ine. Son autre collaborateur était son demi-frère aîné Peter Rogers, connu professionnellement sous le nom de Righteous P, le PDG du label de musique Hikari-Ultra. Les frères se sont disputés avec 6ix9ine après qu'il a refusé de rembourser ses dettes et volé des instrumentales au groupe. En réponse, ZillaKami et d'autres adversaires de 6ix9ine ont fait circuler publiquement des informations sur les accusations d'abus sexuels d'enfants portées contre lui,.
ZillaKami a rencontré Vinicius Sosa, connu professionnellement sous le nom de SosMula, lors de son premier jour de sortie de prison, et a commencé à créer des chansons quelque temps après avoir rencontré le producteur de disques Bouabdallah Sami Nehari, connu professionnellement sous le nom de Thraxx. Ensemble, le trio a depuis lors réalisé de nombreux projets sous le nom de City Morgue, tels que les titres Shinners 13, 33rd Blakk Glass et Sk8 Head, de nombreux singles, et une mixtape : City Morgue Vol 1 : Hell or High Water.
ZillaKami a également figuré sur le single Vengeance de Denzel Curry en 2018, et en retour, Curry a fait participer City Morgue au Ta13oo Tour. Le 19 novembre 2018, City Morgue a fait salle comble pour son premier spectacle à New York, au Saint Vitus Bar de Brooklyn.
City Morgue a ensuite été présenté dans le cadre du Grey Day, des $uicideboy$, qui a débuté le 24 juillet 2019 et s'est terminé le 24 août 2019. Ils étaient présents pour tous les spectacles sauf ceux de Norfolk, Virginie, Des Moines (Iowa), et les spectacles de Montréal (ZillaKami n'étant pas autorisé à entrer au Canada)
Le 13 décembre 2019, City Morgue a sorti son second disque, intitulé City Morgue Vol 2: As Good as Dead.

## Style musical
Les styles musicaux du groupe se définissent comme du : punk rap, trap metal, hardcore rap, horrorcore et nu metal, contenant souvent des éléments de metal extrême et de shock rock. Lors d'une interview, ils ont déclaré que leur musique « n'est qu'une version moderne du nu metal. C'est plus trap, avec plus de 808 et de high-hats ». Gary Suarez, de Kerrang!, a déclaré que leur « mélange indéfectiblement hostile de trap et de metal, s'oriente vers la misanthropie et le nihilisme dans une mesure alarmante ». Dans un article pour Revolver, leur musique a été décrite comme « pleine de synthétiseurs nauséabonds, de basses déstabilisantes et de rythmes déconcertants ». Cat Jones de Kerrang a dit que « le chant rauque de ZillaKami est ponctué par le registre supérieur de SosMula sur des samples de metal d'une manière qui est à la fois terrifiante et envoûtante ». Tom Breihan, de Stereogum, a déclaré que leur musique « prend toutes les tendances de merde de la jeune scène rap de SoundCloud, et ils font exploser ce truc hors de toute proportion, en parlant de drogue et de meurtre avec une férocité enragée ». Le magazine Respect a déclaré qu'ils « racontent des histoires de ghettos à la sauce gothique, en se référant au hip-hop intemporel de la côte est, mais aiguisé par leur signature à la bordure métallique sombre ».
Le groupe est influencé par le punk rock, le punk hardcore, le nu métal et le hip hop hardcore, citant notamment des influences telles que Behemoth, Slipknot, Title Fight, DMX, Radiohead, Onyx, Eminem et Tyler, the Creator.

## Discographie

### Album studio
- City Morgue Vol 2: As Good as Dead (2019)
- City Morgue Vol 3: Bottom Of The Barrel (2021)
- My Bloody America (2023)

### Mixtape
- City Morgue Vol 1: Hell or High Water (2018)
- Toxic Boogaloo (2020)

### Extended plays
- Be Patient. (2018)